# جامعة جوبكين الروسية الحكومية للنفط والغاز
مجامعة جوبكين الروسية الحكومية للنفط والغاز (بالروسية: Российский государственный университет нефти и газа имени И. М. Губкина)‏ هي جامعة في موسكو . تأسست الجامعة في 17 أبريل 1930م وسميت على اسم عالم الجيولوجيا إيفان جوبكين. تعرف الجامعة باسم كيروسينكا (بالروسية: Керосинка)‏، ومعنى «موقد الكيروسين».
خلال الفترة السوفيتية ، اشتهرت الجامعة وجامعة موسكو الحكومية لهندسة السكك الحديدية بقبول الطلاب من أصل يهودي بينما منعت الجامعات الأخرى الطلاب اليهود بشكل غير رسمي.[بحاجة لمصدر]
الشركات التابعة لمعهد جوبكين موجودة في أورينبورغ، عشق أباد، تركمانستان وطشقند، أوزبكستان.

## التعاون الدولي

### التعاون مع الصناعة
الجامعة لديها اتفاقات تعاون مع شركات النفط والغاز الدولية، مثل
في الولايات المتحدة الأمريكية
- بيكر هيوز
- كونوكو فيليبس
- هاليبرتون
- شيقرون

في ألمانيا
- باسف
- أيون رورجاس
- وينترشال

في المملكة المتحدة
- بي بي
- شل
- إمبريال الطاقة

في الدول الأوروبية الأخرى
- فالك نوتيك (النرويج)
- شتات أويل (النرويج)
- شلمبرجير (فرنسا)
- شل الهولندية الملكية (هولندا)
- غازبروم (وفروعها الدولية)
- لاتفياغيز (لاتفيا)
- ريبسول (اسبانيا)
- لوك أويل (وفروعها الدولية)

في آسيا والمحيط الهادئ
- الصينية الوطنية للنفط
- بتروتشاينا
- سينوبك
- بتروفيتنام

### التعاون الأكاديمي
شركاء الجامعة
تضم قائمة شركاء جامعة جوبكين أكثر من 120 جامعة حول العالم.
في أمريكا الشمالية
- كولورادو مدرسة المناجم
- جامعة تكساس إيه آند إم
- جامعة كالجاري في كندا

في منطقة آسيا والمحيط الهادئ
- جامعة الصين للبترول
- جامعة أجوي في كوريا الجنوبية والعديد من المراكز التعليمية الراسخة في جميع أنحاء العالم.

في أوروبا
- المعهد الفرنسي للبترول في باريس (IFP)
- الكلية الملكية (المملكة المتحدة)
- جامعة كامبريدج (المملكة المتحدة)
- أكاديمية فرايبرغ للتعدين (ألمانيا)
- جامعة كلاوستال للتكنولوجيا (ألمانيا)
- جامعة ستافنجر (النرويج)
- المعهد الملكي للتكنولوجيا (السويد)
- جامعة ليوبين للتعدين (النمسا)
- جامعة جرونينجن (هولندا)

## خريج متميز
- ألكساندر جيفنتال - عالم رياضيات
- تيكي بيسوكو - جيولوجي ألباني
- إدوارد فرينكل - عالم رياضيات
- يوري لوجكوف - سياسي كان عمدة موسكو وأحد مؤسسي حزب روسيا المتحدة الحاكم
- رومان بالابين - كيميائي تحليلي روسي سويسري
- فاسيلي بودشيباياكين - مكتشف حقل غاز يورنغوي ثاني أكبر حقل للغاز الطبيعي في العالم
- ليونيد نيفزلين - المدير التنفيذي السابق في شركة يوكوس ، يمتلك أيضًا 20٪ من شركة هآرتس
- أوربان روسناك - الدبلوماسي السلوفاكي والأمين العام الحالي لأمانة ميثاق الطاقة
- علياء مصطفى - لاعبة جمباز
- فلاديمير سوروكين - كاتب ومسرحي روسي معاصر ، وهو واحد من أشهر الأدب الروسي الحديث
- اركادي فولوز - المؤسس والرئيس التنفيذي لشركة ياندكس
- رومان أبراموفيتش - رجل أعمال الملياردير الروسي والمستثمر والسياسي. صاحب شركة ميلهاوس للاستثمار الخاصة ونادي تشيلسي لكرة القدم .
- يوجين شفيدلر - رجل أعمال نفط أمريكي روسي
- فلاديمير إنتوف - عالم الرياضيات والفيزياء التطبيقي.
- فلاديسلاف إجناتوف - رجل أعمال وسياسي روسي.
- سيرجي دونسكوي - سياسي روسي

## روابط خارجية
- الصفحة الرئيسية الرسمية نسخة محفوظة 23 أغسطس 2007 على موقع واي باك مشين.
- مجتمع الخريجين في Live Journal